# Butch Joyner
Harry C. Joyner, detto Butch (New Castle, 26 aprile 1945), è un ex cestista statunitense, professionista nella ABA.

## Carriera
Venne selezionato dai Cincinnati Royals al nono giro del Draft NBA 1968 (111ª scelta assoluta).
Disputò 2 partite con gli Indiana Pacers nella stagione ABA 1968-69.